# 帕纳赫·侯赛因诺夫
帕纳赫·乔达尔奥卢·侯赛因诺夫（1957年10月28日—），是阿塞拜疆首任国务卿、第五任阿塞拜疆总理。

## 早期生涯
侯赛因诺夫出生于阿塞拜疆萨萨比拉巴德区的加拉加什利村，早年毕业于阿塞拜疆国立大学，获得历史学学位。1980年至1983年，他在萨比拉巴德区的一所中学担任教师，后在一家历史博物馆担任研究员。1997年至2000年，侯赛因诺夫在巴库的阿塞拜疆国家科学院哲学和法律研究所工作。

## 政治生涯
侯赛因诺夫是阿塞拜疆人民阵线党的创始人之一。1992年5月，随着该政党掌权，侯赛因诺夫被任命为阿塞拜疆共和国国务卿。1993年初，他成为阿塞拜疆总理，但在苏列特·侯赛因诺夫将军发动政变后，帕纳赫·侯赛因诺夫被要求解散内阁，他本人也于1993年6月被免职，阿塞拜疆总理职位则由苏列特·侯赛因诺夫接任。
2005年阿塞拜疆议会选举中，侯赛因诺夫被选为萨比拉巴德区议员。他还担任阿塞拜疆国民议会国家安全和国防问题委员会成员，并且是阿塞拜疆－法国、阿塞拜疆－伊朗、阿塞拜疆－俄罗斯、阿塞拜疆－土耳其议会间工作组的成员。2005年议会选举结果公布后，侯赛因诺夫被指控组织10月15日至16日的巴库骚乱而被捕。2004年10月，被判处四年零六个月有期徒刑。2005年3月，因特赦而获释。

## 个人生活
侯赛因诺夫已婚，有3个孩子。他掌握流利的俄语和英语。